# Bautismo de Cristo (Donatello)
El Bautismo de Cristo es un relieve atribuido a Donatello y que forma parte de la decoración de la fuente bautismal de la Catedral de Arezzo. Se trata de un panel de mármol rectangular (63,5 x 40,5 cm) y su datación se fija con posterioridad al año 1425.

## Historia
La obra se atribuyó por Giorgio Vasari en su obra Las Vidas a un seguidor del taller de Donatello pero la crítica de inicios del siglo XX  ha señalado siempre con fuerza (si bien no de manera unánime) la atribución al maestro por la comparación establecida con otras obras de la época.

## Descripción y estilo
Se trata de una obra ejecutada con la técnica del stiacciato, donde por tanto, las figuras están trabajadas en bajísimo relieve de modo parecido a ciertos versos de la gráfica. Esta escultura muestra a San Juan Bautista que está bautizando a Cristo en el Jordán, rodeado por otros neófitos situados detrás de unos árboles, de un servidor que le está acercando una tela para secarse y, a la derecha, de un ángel. El paisaje se extiende en profundidad y las aguas están tratadas de un modo gráfico con su flujo representado por trazos. 
Si algunas partes aparecen bien estructuradas como la figura del Cristo y el paisaje, otras son más esquemáticas y quizás son obra de sus alumnos, como es el caso de las piernas del Bautista.